# مهرجان واكين

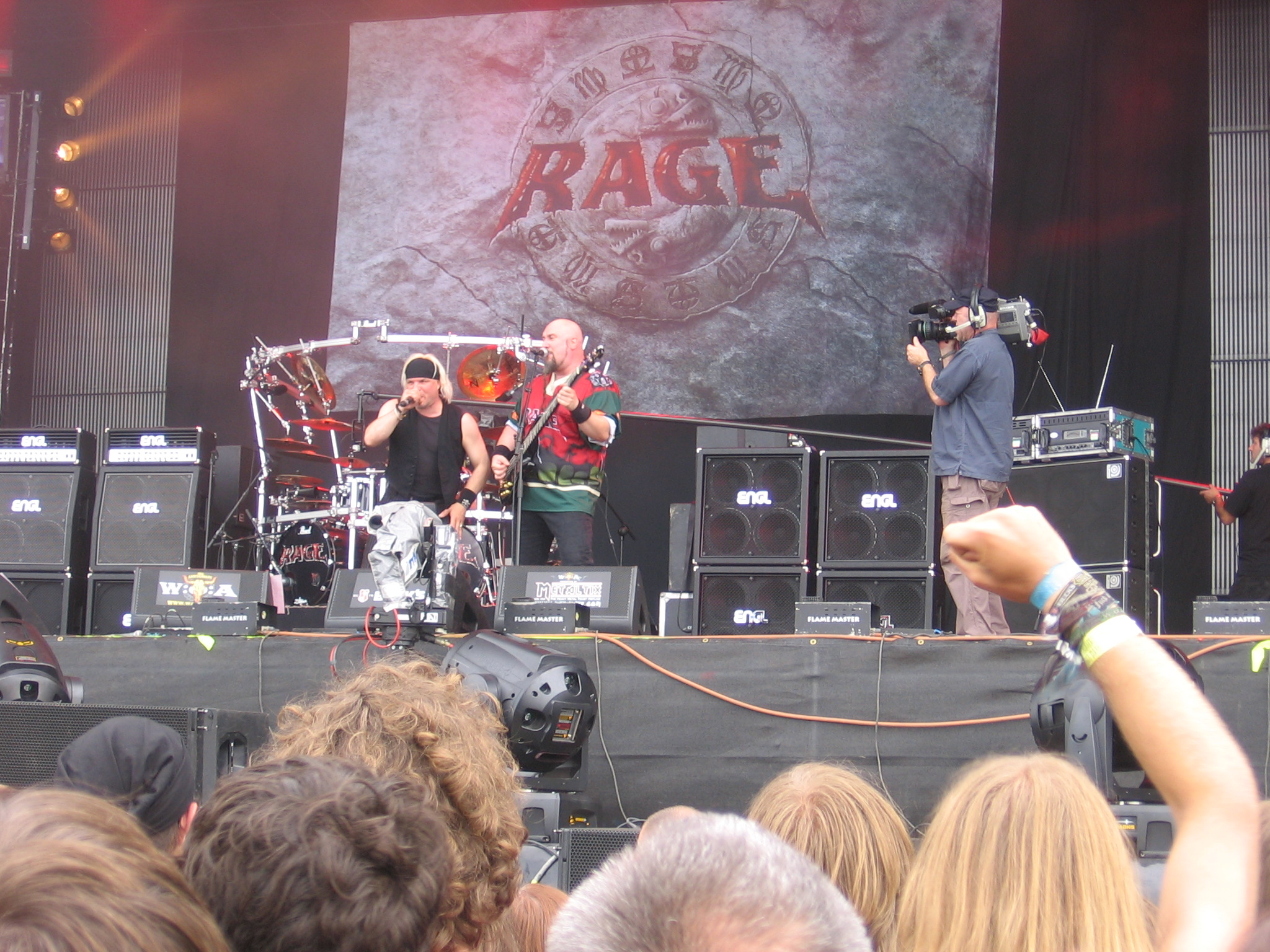
صورة من مهرجان Wacken 2009

مهرجان واكين (بالانجليزية: Wacken Open Air Festival W: O: A) هو أحد أشهر مهرجانات موسيقى الميتال حيث أنه الأكبر من نوعه في أوروبا ويقام كل عام في بلدة واكين الصغيرة في ألمانيا .
يجذب مهرجان واكين عشرات الآلاف من الأشخاص من جميع أنحاء العالم كل عام، وقد حقق نجاحات بارزة في استقطاب الناس إليه حيث تم بيع حوالي 80,000 تذكرة لحدث 2011م.

## التاريخ
أقيم المهرجان للمرة الأولى في عام 1990م، ومنذ ذلك الحين هو يُقام كل عام ، عادةً في الأسبوع الأول من شهر أغسطس.
في البداية، كان المهرجان حدثًا صغيرًا كان مخصصًا للفرق الألمانية المحلية. بحلول عام 1998، أصبح المهرجان منصة تستعرض رواد فرق الميتال في أوروبا واليوم يستضيف حوالي 80 فرقة ميتال من جميع أنحاء العالم في كل مهرجان.
من بين الفرق الموسيقية العالمية التي شاركت في المهرجان: ديمو بورغير، موتورهيد، كانبيل كوربس، نايتويش، هيلوين، سوناتا أركتيكا، أوبيث، كريتور، سلاير، تويستد سيستر.
1. 1 2  "Start | Wacken Open Air". W:O:A - Wacken Open Air. مؤرشف من الأصل في 2022-08-24. اطلع عليه بتاريخ 2022-09-03.